# Morton Downey, Jr.
Morton Downey, Jr. (Los Ángeles, California; 9 de diciembre de 1932 – Ibídem; 12 de marzo de 2001) fue un cantante, compositor y, más adelante, presentador televisivo y actor de nacionalidad estadounidense, conocido por su actividad en la década de 1980 y por ser pionero del formato del "talk show" basura en su programa The Morton Downey Jr. Show.

## Carrera
Nacido en Los Ángeles, California, su nombre completo era Sean Morton Downey, Jr..
Downey estudió en la Universidad de Nueva York, y en la década de 1950 fue director de programación y locutor de una emisora radiofónica de Connecticut, trabajando posteriormente en emisoras de diversos lugares de los Estados Unidos, como Phoenix (Arizona, KRIZ), Miami (WAXY) y Seattle (KJR). 
Al igual que su padre, Downey inició una carrera musical, grabando unos pocos discos con estilos pop y country, y componiendo canciones, varias de las cuales fueron populares en las décadas de 1950 y 1960, y por lo cual fue aceptado como miembro de la American Society of Composers, Authors and Publishers. En 1958 grabó el tema "Boulevard Of Broken Dreams", el cual cantó para la televisión nacional. En 1981, su tema "Green Eyed Girl" entró en la lista de country de Billboard alcanzando el número 95.
En los años ochenta Downey fue locutor radiofónico en la emisora KFBK-AM de Sacramento (California), donde fundó su abrasivo y muy imitado estilo de populismo de derechas, burlándose sin descanso de cualquiera que no estuviera de acuerdo con él o que tuviera un punto de vista liberal. El éxito de Downey sentó las bases para realizar talk shows radiofónicos más agresivos. 
Downey fue despedido en 1983 por culpa de un chiste de carácter étnico sobre un miembro del ayuntamiento de la ciudad de origen asiático, y del cual se negó a presentar disculpas. Fue reemplazado en la KFBK por Rush Limbaugh. Downey también trabajó un tiempo en la WSCR de Chicago donde, sin éxito, intentó que algunas personalidades se sometieran en directo a un test sobre uso de drogas. 

## Televisión
La mayor influencia de Downey en la cultura estadounidense se debió a su popular programa, aunque de corta trayectoria, The Morton Downey Jr Show. Tras su período radiofónico, Downey fue a Secaucus (Nueva Jersey), donde grababa el show, que empezó como un programa de carácter local en la emisora WWOR-TV en el otoño de 1987, emitiéndose en redifusión desde comienzos de 1988. Usando un gran recipiente plateado como cenicero, durante el show Downey fumaba un cigarillo tras otro echando el humo a la cara de sus invitados. Los seguidores de Downey eran conocidos como los "Loudmouths (bocazas)," nombrados con motivo de los dibujos de bocas abiertas existentes en el decorado.
Downey disfrutaba enemistando entre sí a sus invitados, llegando en algunos casos a producirse agresiones físicas. Una de esas ocasiones se produjo en un show grabado en 1988 en el Teatro Apollo, en el cual Al Sharpton y el Presidente Nacional del Congress of Racial Equality Roy Innis se intercambiaron golpes, interviniendo Downey para separarlos. Debido al controvertido formato y al contenido del show, la distribuidora MCA Television tuvo problemas para venderlo a numerosas emisoras y patrocinadores. 

## Celebridad, cancelación del show, bancarrota
El éxito del programa convirtió a Downey en una celebridad de la cultura pop, facilitando su participación en programas como Saturday Night Live en 1988, WrestleMania V en 1989, en el cual intercambiaba insultos con Roddy Piper y Bruce Prichard, y en películas como Depredador 2 y Revenge of the Nerds III: The Next Generation. Además intervino en diferentes programas televisivos, a menudo dentro del formato basura.
En 1988 Downey grabó un álbum de canciones basado en su show, y titulado Morton Downey Jr Sings (lanzado en 1989). El único single del disco, "Zip It!" (una de las muletillas de su show), se convirtió en un sorprendente éxito en algunas emisoras radiofónicas.
A lo largo de la temporada 1988-89, su programa sufrió una bajada de audiencia, por lo que de manera paulatina fue cambiando su franja horaria. A finales de abril de 1989 Downey se vio involucrado en un incidente ocurrido en un aeropuerto de San Francisco (California), durante el cual habría sido atacado por Neo-Nazis que le pintaron en la cara una esvástica y que intentaron afeitarle la cabeza. Algunas inconsistencias en la declaración de Downey, amén de la falta de pruebas materiales, levantaron la sospecha de que el incidente fue un bulo ideado para llamar la atención.
En julio de 1989 se canceló el show. En el momento de su final, el programa se emitiía en un total de 30 cadenas. En febrero de 1990 Downey presentó una declaración de quiebra en el Juzgado de Quiebra del Distrito de Nueva Jersey.

## Últimos años de carrera
En 1990 Downey reapareció con un programa de entrevistas en la CNBC titulado Showdown, al cual siguieron tres intentos para volver a la radio: el primero, en 1992, en una emisora de Washington D. C., la WTEM; el segundo, en 1993, en la emisora de Dallas KFXR (AM). Al año siguiente volvió a la CNBC con un show de corta trayectoria, Downey, que era de temática similar a su primer programa.
Su tercer intento de vuelta a la radio tuvo lugar en 1997 en Cleveland (Ohio), en la emisora WTAM. Marcó su retorno al público de Cleveland, ciudad en la que había trabajado en la WJMO en los inicios de la década de 1980. Este último programa lo inició poco después de haber sido sometido a cirugía para tratar su cáncer de pulmón. El 30 de agosto de 1997 Downey dejó la WTAM para centrarse en una demanda contra Howard Stern, a quien había acusado de sembrar rumores sobre su hipotético retorno al hábito tabáquico.

## Vida personal
Los padres de Morton Downey, Jr. fueron Morton Downey, un popular cantante, y Barbara Bennett, una actriz y cantante. Sus tías eran las actrices cinematográficas Constance y Joan Bennett, de las que fue separado, y su abuelo materno había sido el ídolo cinematográfico Richard Bennett. Nacido en una vida de lujo, creció siendo vecino de una propiedad de la familia Kennedy en Hyannis Port, Massachusetts.
Downey se casó cuatro veces y tuvo cuatro hijos. Con Helen tuvo a Melissa; con Joan tuvo a Tracey y Kelli, y con Lori tuvo otra hija. Él y Lori se conocieron en show en el que Downey participaba en Atlantic City.
Según el libro de Terry Pluto Loose Balls, Downey era uno de los propietarios del equipo de baloncesto New Orleans Buccaneers, perteneciente a la American Basketball Association, a finales de los años sesenta. Downey fue también presidente y cofundador de la propuesta World Baseball Association en 1974. Archivado el 3 de marzo de 2016 en Wayback Machine.
En 1996 a Downey se le diagnosticó un cáncer de pulmón, siendo necesaria su extirpación. Dejó radicalmente el tabaco, pasando de ser miembro de la National Smokers Alliance a ser un activista antitabaco, postura que mantuvo hasta el momento de su muerte, ocurrida en 2001 en Los Ángeles, California. Sus restos fueron incinerados, y las cenizas entregadas a sus allegados.